# Ton Diepeveen
A. (Ton) Diepeveen (Veenendaal, 27 augustus 1957) is een Nederlands PVV-politicus en jurist. Sinds 16 juli 2024 is hij Europarlementariër. Daarvoor was hij in de periode 2019-2024 lid van de Provinciale Staten van Gelderland.

## Biografie
Diepeveen heeft gestudeerd aan de Erasmus Universiteit Rotterdam. Hij is actief rond integriteit in het openbaar bestuur, en heeft in het verleden gewerkt bij Ernst & Young. Hij is directeur-grootaandeelhouder van Delta Holding BV, waar ook Rio Management en Kafi Integrity onder vallen.
Bij de Provinciale Statenverkiezingen 2019 werd Diepeveen verkozen tot Statenlid van Gelderland. Dit bleef hij tot de verkiezingen van maart 2023, omdat hij toen niet werd herkozen. Toen Marjolein Faber in november dat jaar werd verkozen tot Tweede Kamerlid, werd Diepeveen opnieuw Statenlid. In 2024 was hij een halfjaar fractiemedewerker van de PVV-fractie in de Tweede Kamer.
Bij de Europese verkiezingen van juni 2024 stond Diepeveen op de zesde plaats van de PVV-kandidatenlijst. De PVV behaalde zes zetels. Hij werd in eerste instantie niet verkozen, want Geert Wilders was als lijstduwer verkozen met voorkeurstemmen. Wilders deed echter afstand van zijn zetel, waardoor Diepeveen toch mocht toetreden tot het Europarlement. Op 8 juli dat jaar verliet hij de Provinciale Staten. Sinds 16 juli dat jaar is hij Europarlementariër.